# Бешенство (фильм)
«Бешенство» или «Бешеная» (англ. Rabid) — фильм ужасов режиссёра Дэвида Кроненберга, вышедший на экраны в 1977 году. Лента получила два приза Каталонского кинофестиваля в Сиджесе — за лучший сценарий и за лучшие спецэффекты (Эл Гризволд).

## Сюжет
В аварию на мотоцикле попадает молодая пара — парень Харт и девушка Роуз. У парня сотрясение мозга, перелом руки и ключицы. У девушки обгорела половина туловища. В клинике пластической хирургии, располагавшейся неподалёку, девушке проводят пересадку кожи. При операции врачи используют новые методы и препараты. Вернувшись в сознание, девушка узнаёт, что у неё в подмышке выросло жало для питья человеческой крови. В моменты голода она не может себя контролировать. При этом укушенные заражаются новой формой бешенства, что приводит город к эпидемии.

## В ролях
- Мэрилин Чемберс — Роуз
- Фрэнк Мур — Харт
- Джо Сильвер — Мюррей Сайфер
- Ховард Райшпан — доктор Дэн Келоид
- Патриция Гейдж — доктор Роксанна Келоид
- Сьюзен Роман — Минди Кент
- Роже Перьяр — Ллойд Уолш